# Ашау им Кимгау
Ашау им Кимгау (њем. Aschau im Chiemgau) општина је у њемачкој савезној држави Баварска. Једно је од 46 општинских средишта округа Розенхајм. Према процјени из 2010. у општини је живјело 5.686 становника. Посједује регионалну шифру (AGS) 9187114.

## Географски и демографски подаци
Ашау им Кимгау се налази у савезној држави Баварска у округу Розенхајм. Општина се налази на надморској висини од 615 метара. Површина општине износи 79,6 km². У самом мјесту је, према процјени из 2010. године, живјело 5.686 становника. Просјечна густина становништва износи 71 становника/km².